# Impact Wrestling
Impact Wrestling, tidigare Total Nonstop Action Wrestling och Global Force Wrestling är ett amerikanskt fribrottningsförbund tidigare som ägdes av Panda Energy International, som sänder från Orlando, Florida. Deras flaggskepsshow heter iMPACT!, en två timmars show som sänds en gång i veckan via Twitch.

## Historia
Impact Wrestling bildades 2002 (under namnet Total Nonstop Action Wrestling) av Jeff Jarrett och hans far Jerry Jarrett, till stor del med hjälp av brottare från federationerna Extreme Championship Wrestling (ECW) och World Championship Wrestling (WCW) som båda köptes upp av World Wrestling Entertainment (WWE) år 2001. Ursprungligen var förbundet en del av National Wrestling Alliance, "NWA" och bolaget använde då titlarna NWA World Heavyweight Championship och NWA World Tag Team Championships. Numera har man egna bälten.